# La Dague d'ivoire
La Dague d'ivoire (The Ivory Dagger) est un roman policier de l'écrivaine britannique Patricia Wentworth paru 1951. Il s'agit d'un titre de la série policière ayant pour héroïne Miss Maud Silver.
Traduit de l'anglais par Claude Bonnafont, il est publié en France aux éditions 10/18 le 18 décembre 1997 dans la collection Grands détectives.

## Résumé
Herbert Whithall est retrouvé poignardé dans sa chambre à l'aide d'une dague d'ivoire. Miss Silver, détective émérite, constate que sa fiancée, Lila Dryden, détestait la victime et qu'elle a un réel penchant pour le somnambulisme. Ajoutez à cela le retour de son ancien amant et il paraît évident qu'elle est l'assassin. Toutefois, parmi le personnel de la maison, tout comme dans le cercle de ses connaissances, Hubert Whithall ne manquait pas de monde pour souhaiter sa mort. C'est pourquoi Miss Silver devra peut-être trouver ailleurs la solution de cette énigme sanglante.